# Изворашу (Валча)
Изворашу (рум. Izvorașu) насеље је у Румунији у округу Валча у општини Митрофани. Oпштина се налази на надморској висини од 242 m.

## Становништво
Према подацима из 2002. године у насељу је живело 125 становника, од којих су сви румунске националности.